# Parque Verde do Bonito
O Parque Verde do Bonito é uma área situada no norte do concelho do Entroncamento (distrito de Santarém, Portugal), na freguesia de Nossa Senhora de Fátima, destinada ao lazer, atividades lúdicas e desportivas.

## Descrição
O Parque Verde do Bonito (anteriormente conhecido por Parque do Bonito) é constituído por uma albufeira de água artificial alimentado pela Ribeira de Santa Catarina, tem circuito de manutenção, duas praças, duas pracetas, uma fonte, instalações sanitárias, parque de merendas, parque de jogos tradicionais, jardim, observatório, anfiteatro, parque infantil, pesqueiros (zonas para os pescadores), restaurante e estacionamento. Dentro do espaço ainda está o Parque Permanente dos Scouts e o parque de arqueiros e besteiros.

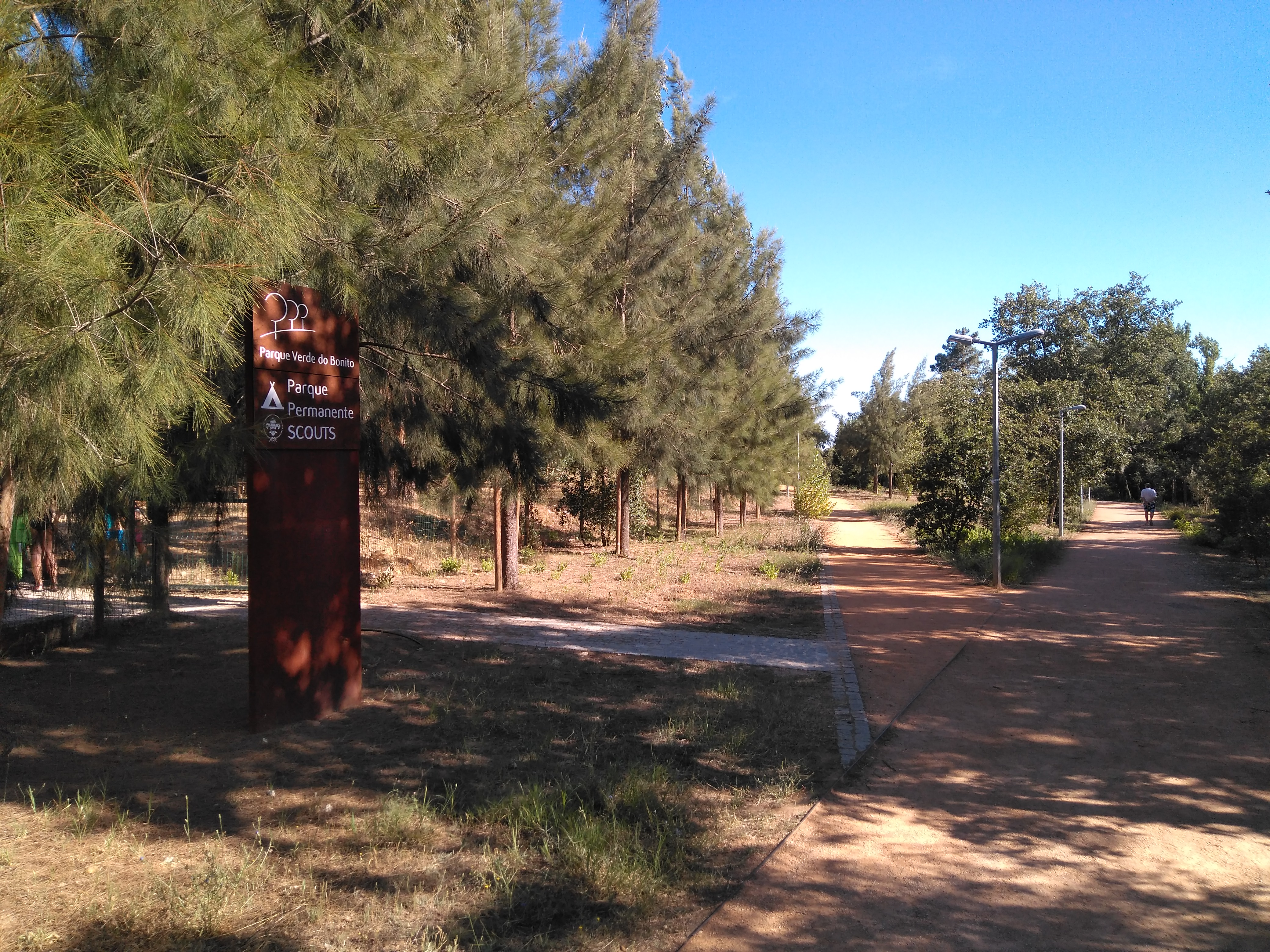
Parque Permanente dos Scouts

Nas proximidades encontram-se ainda as piscinas e o parque desportivo do concelho.

## Horário de funcionamento
Todos os dias das 7:00 às 22:00. Os visitantes são avisados 15 minutos antes do encerramento do parque, por meio de sinal sonoro. 

## História
O parque terá começado pela visão de Manuel Fanha Vieira, antigo presidente da Câmara Municipal do Entroncamento, que terá adquirido os primeiros terrenos assim como iniciado a construção da barragem. Posteriormente com o antigo presidente da Câmara Municipal do Entroncamento, José Pereira da Cunha, o parque terá ganho as valências ambientais, desportivas e de lazer pelo qual se tornou conhecido.
A 11 de maio de 2013, o parque foi reaberto ao público, mas alguns espaços ainda não estão totalmente concluídos (nomeadamente os parques de merendas, minigolfe, jogos tradicionais, infantil, permanente; o jardim dos fenómenos; circuito de manutenção e restaurante).

## Como chegar
O parque é servido pelo TURE (Transportes Urbanos do Entroncamento) que dispõem de uma paragem (paragem n.º 17 da Linha Vermelha) a poucos metros do parque, nas piscinas municipais.

Se deslocar-se em viatura própria existe um parque de estacionamento gratuito onde pode deixar o veículo, o acesso ao estacionamento é feito através da Avenida das Forças Armadas (no cruzamento com a Rua Gil Vicente, virar na direção do parque).

## Atividades & Eventos
A 22 de junho de 2014 realizou-se o 1º Encontro de Famílias, organizado pela Delegação de Santarém da Associação Portuguesa de Famílias Numerosas. Informações sobre o evento: 1º encontro de famílias com organização da APFN - Delegação de Santarém
Entre 15 e 24 de junho de 2013 irão realizar-se as festas de São João e da Cidade neste parque.
A 2 de junho de 2013 (domingo) realizou-se uma "Caminhada Solidária" pelo parque. A atividade foi organizada pela Associações de Pais e Encarregados de Educação, da cidade do Entroncamento.
A 18 de maio de 2013 decorreu uma caminhada "Bonito Ar Livre" organizada pelo Centro Municipal de Marcha e Corrida.

## Galeria

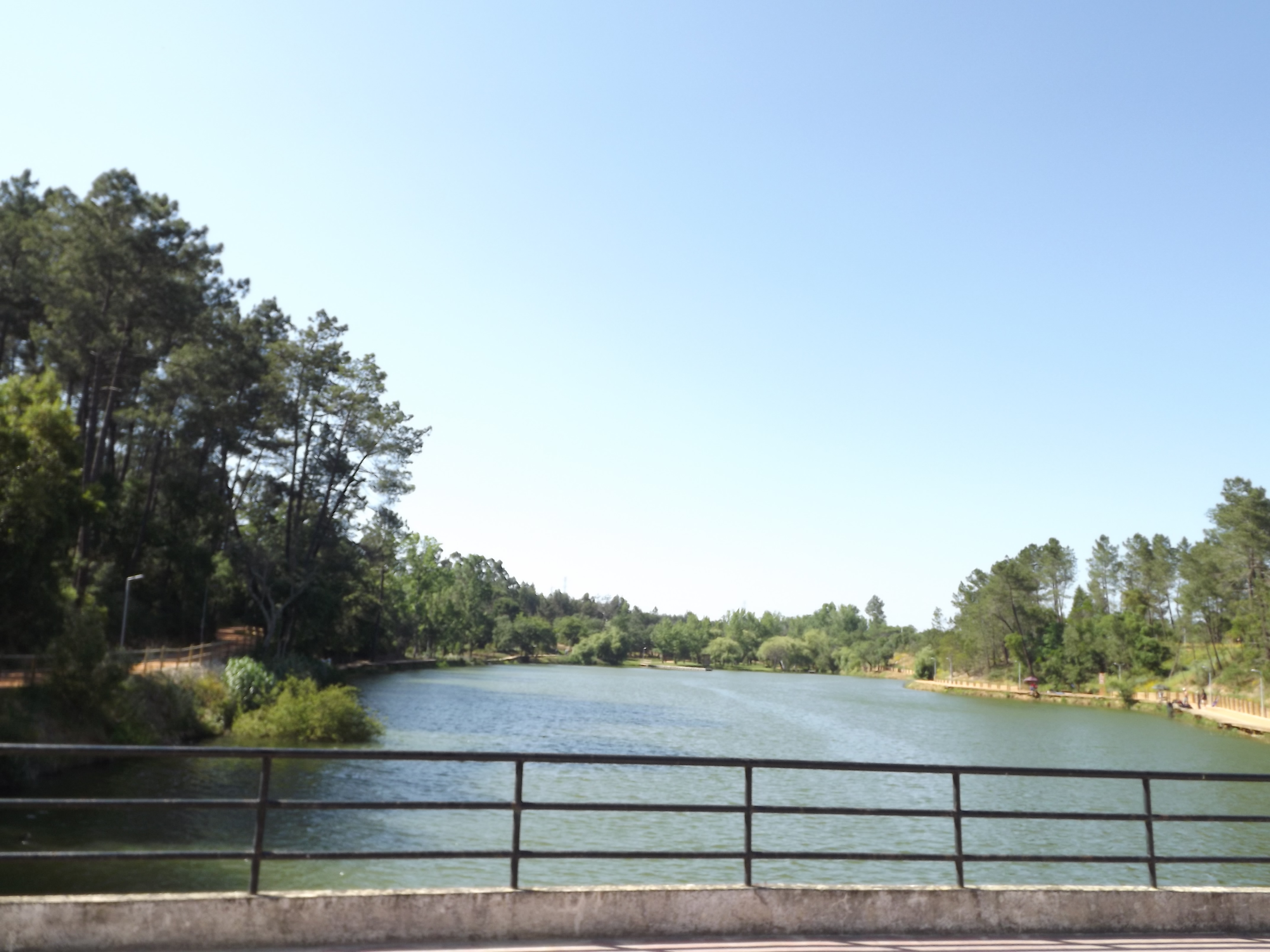
Albufeira artificial - Vista da ponte.
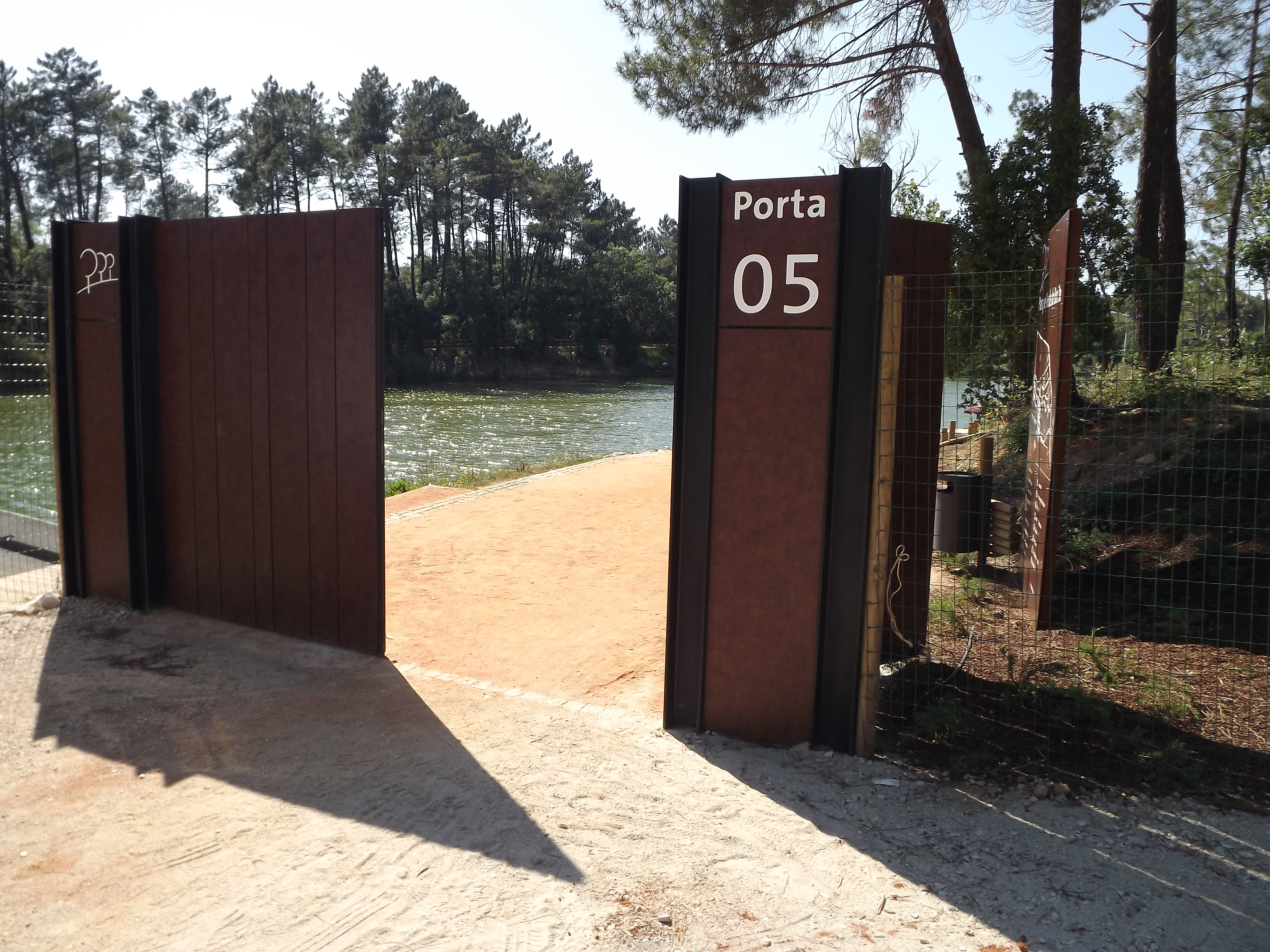
Uma das várias entradas.
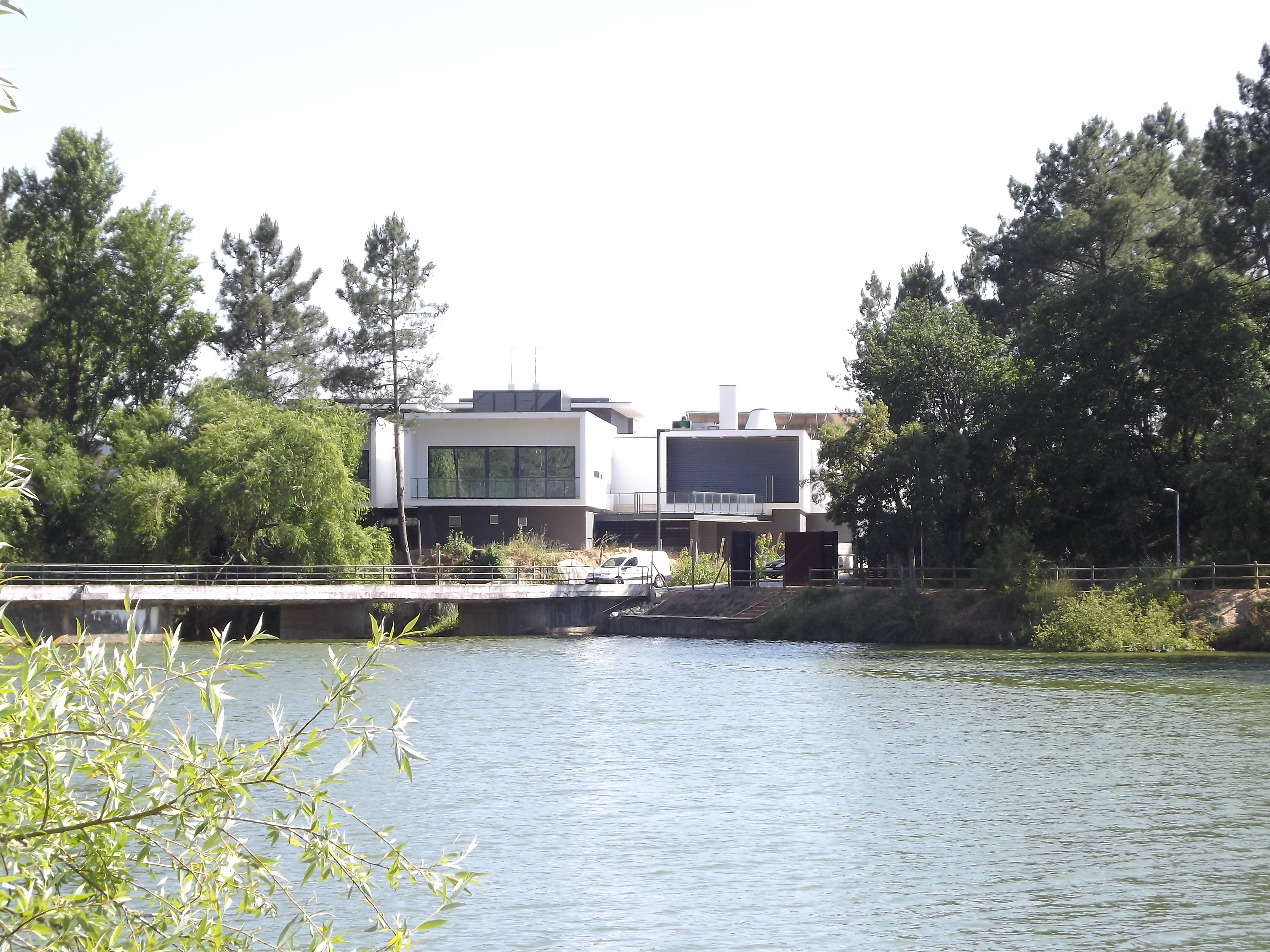
Lagoa artificial, ponte e o restaurante ao fundo.
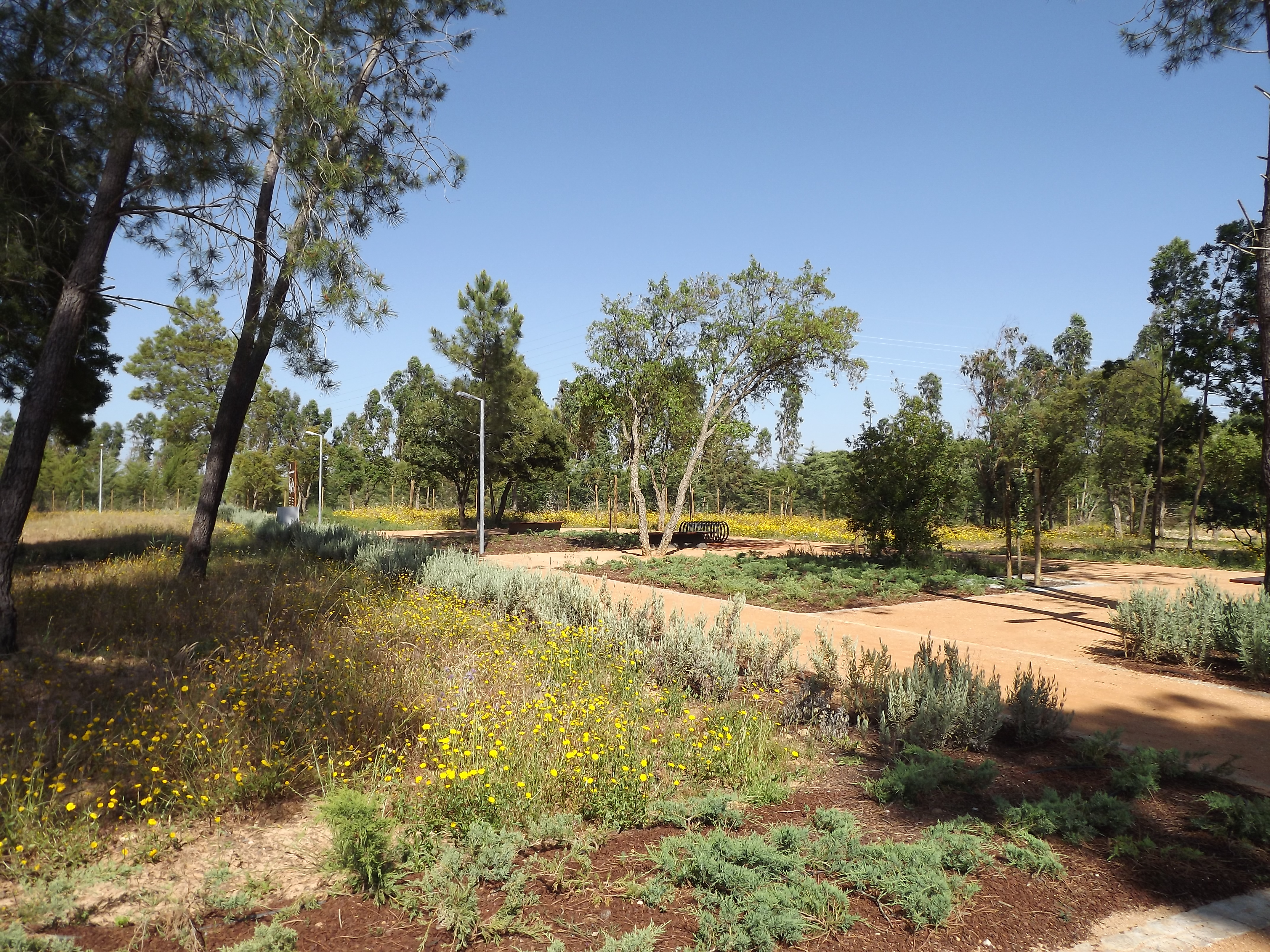
Zona do Circuito de Manutenção.
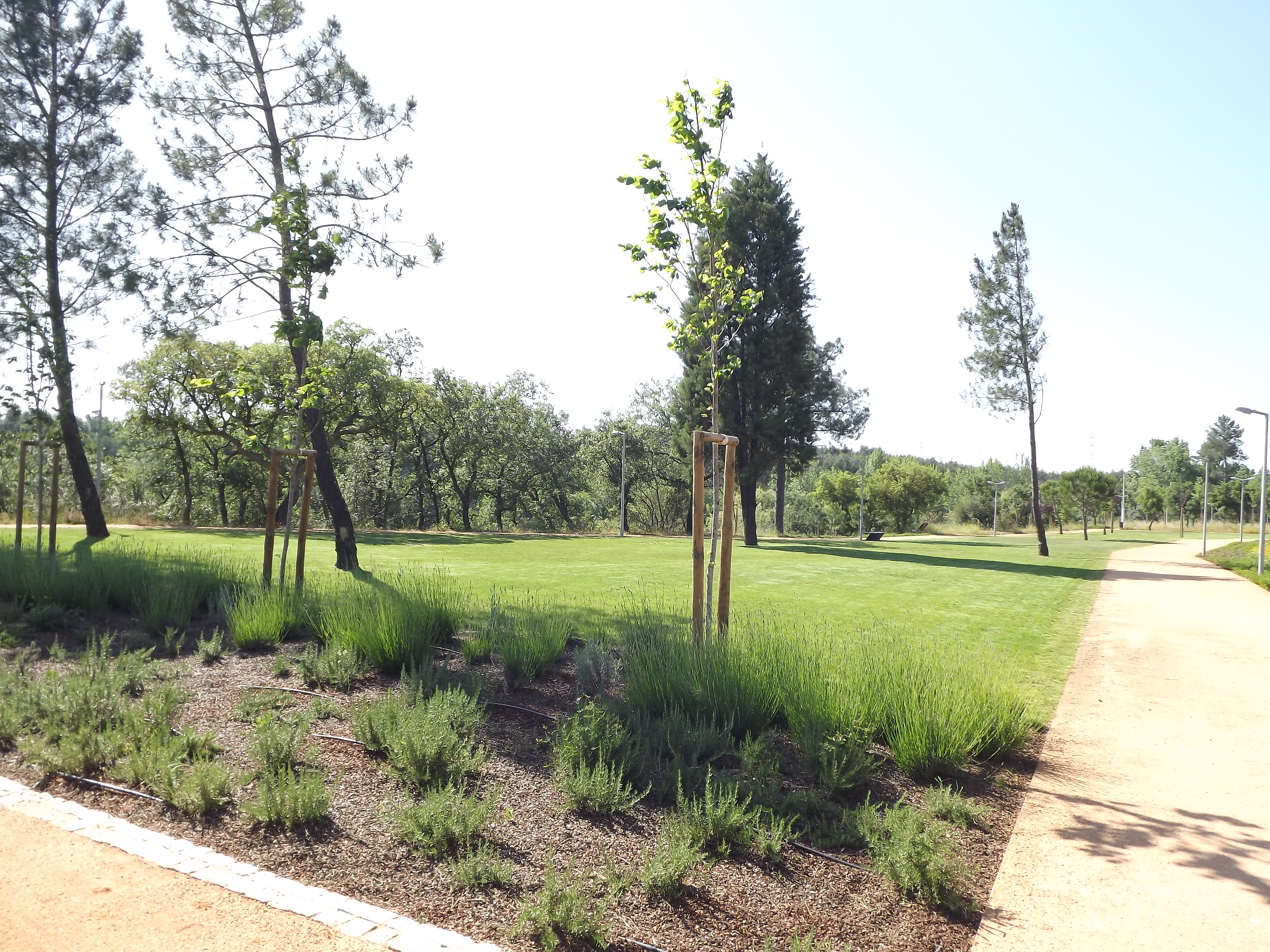
Jardim.
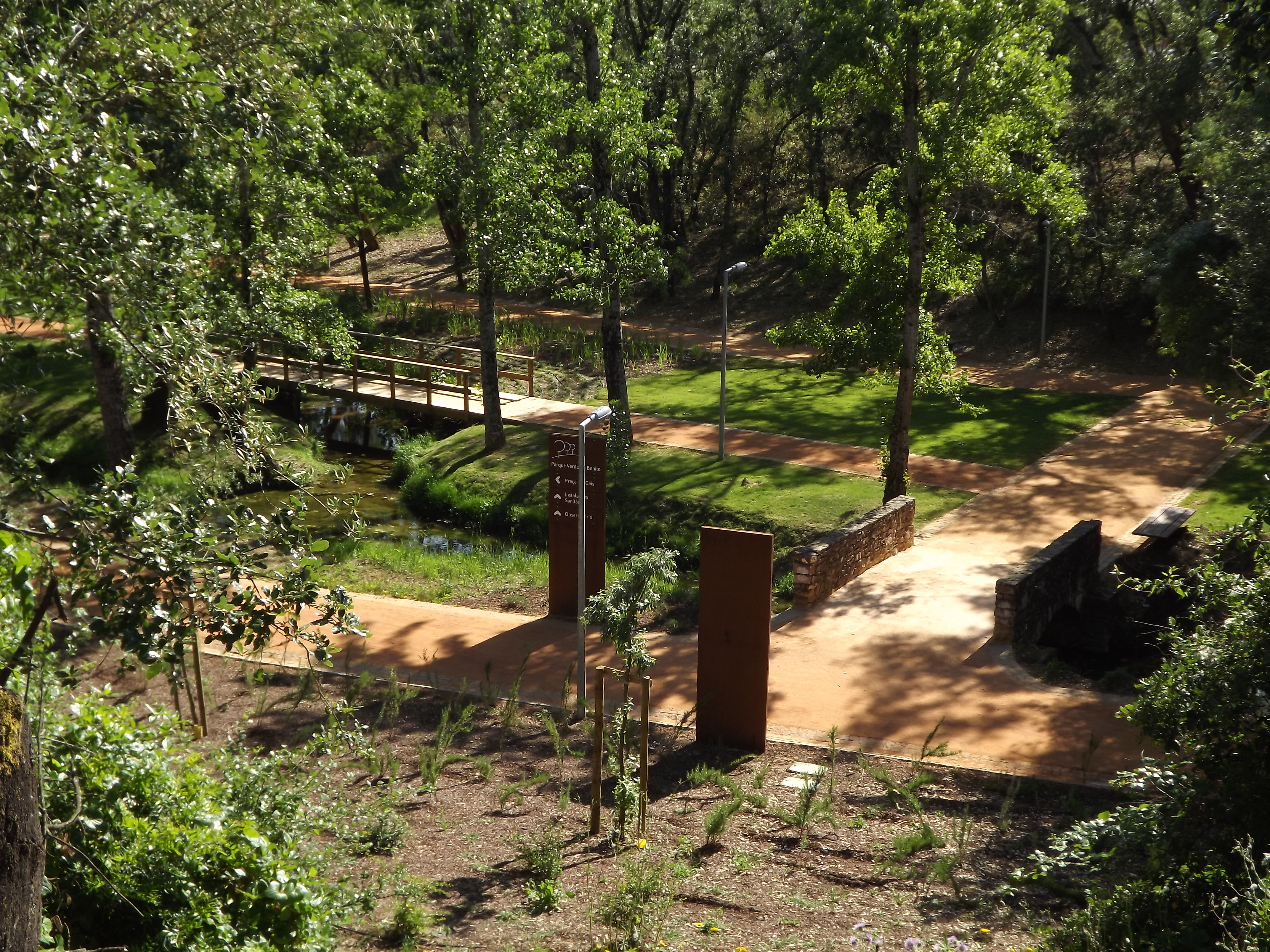
Pontes.
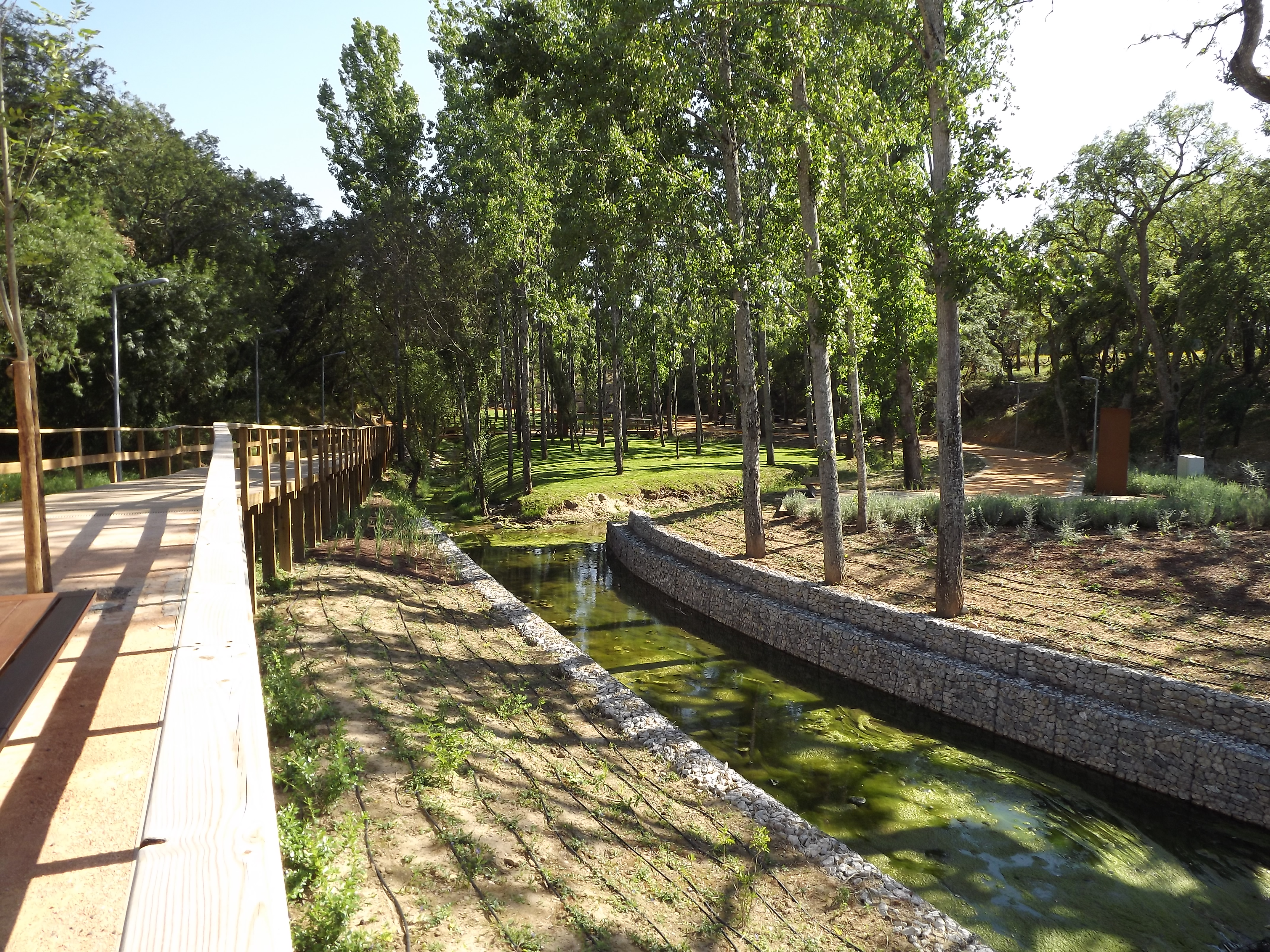
Ponte e ribeiro (perto da porta 2).
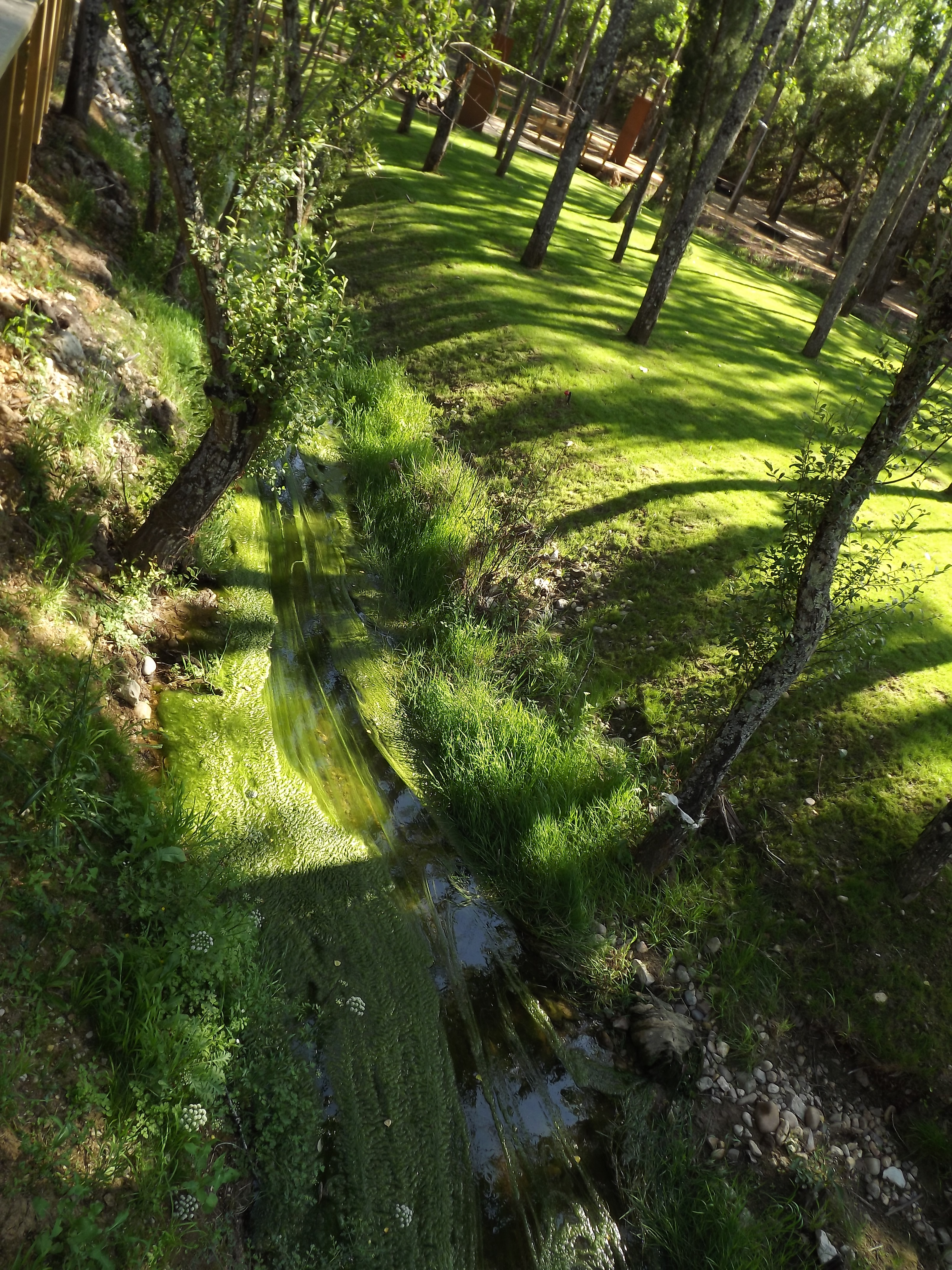
Pormenor da ribeira.
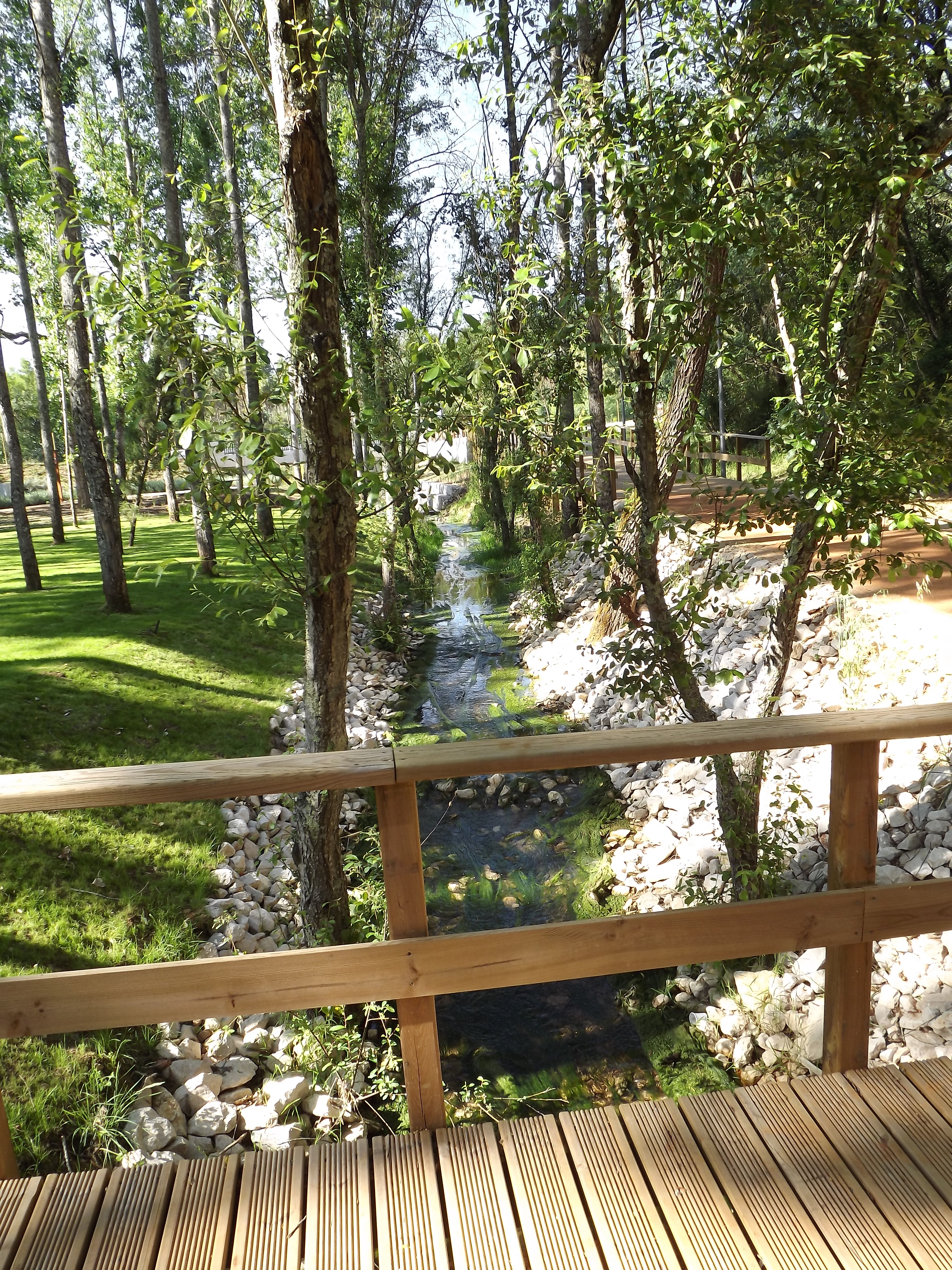
Pormenor da ribeira.
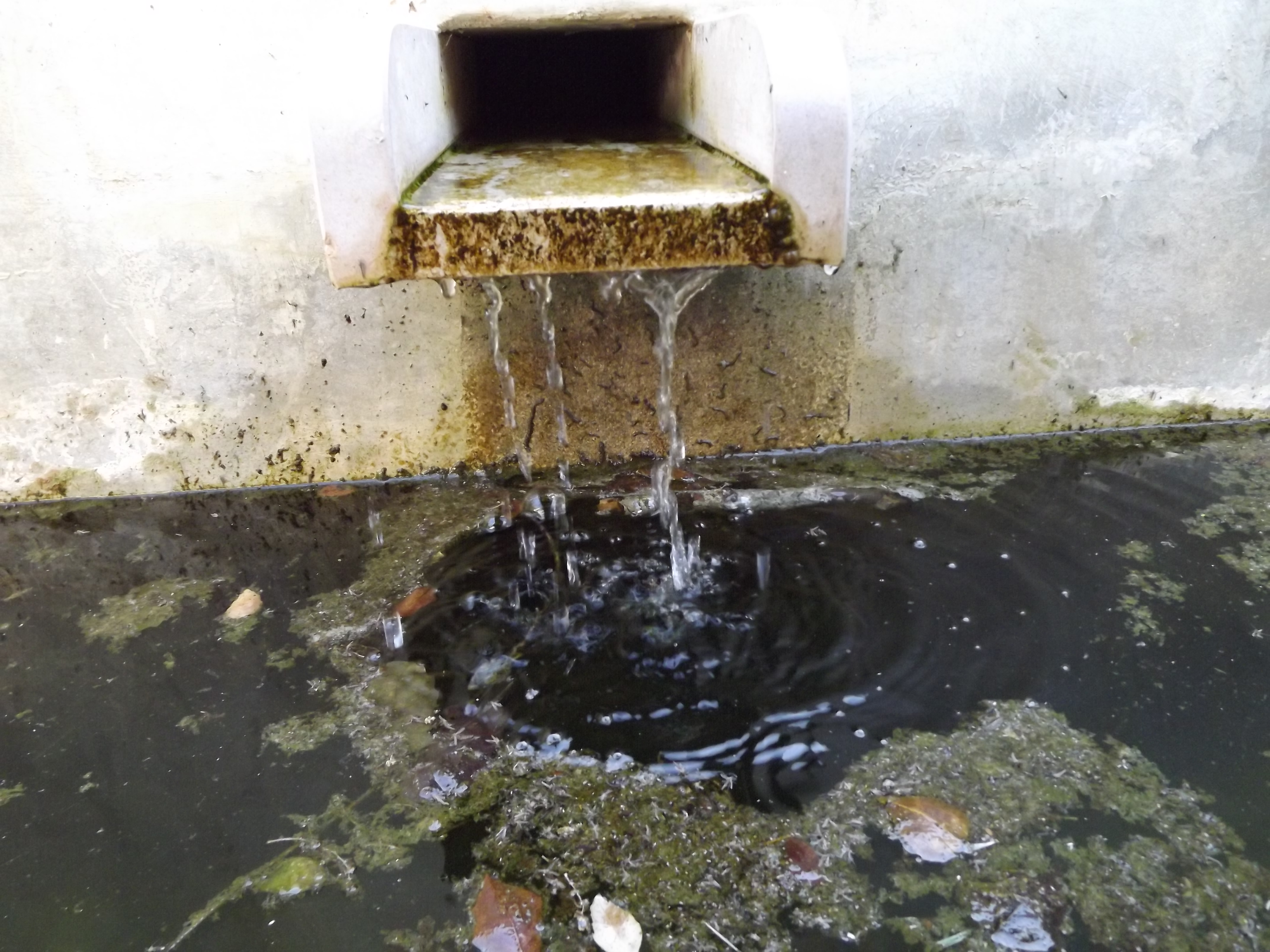
Pormenor da fonte.
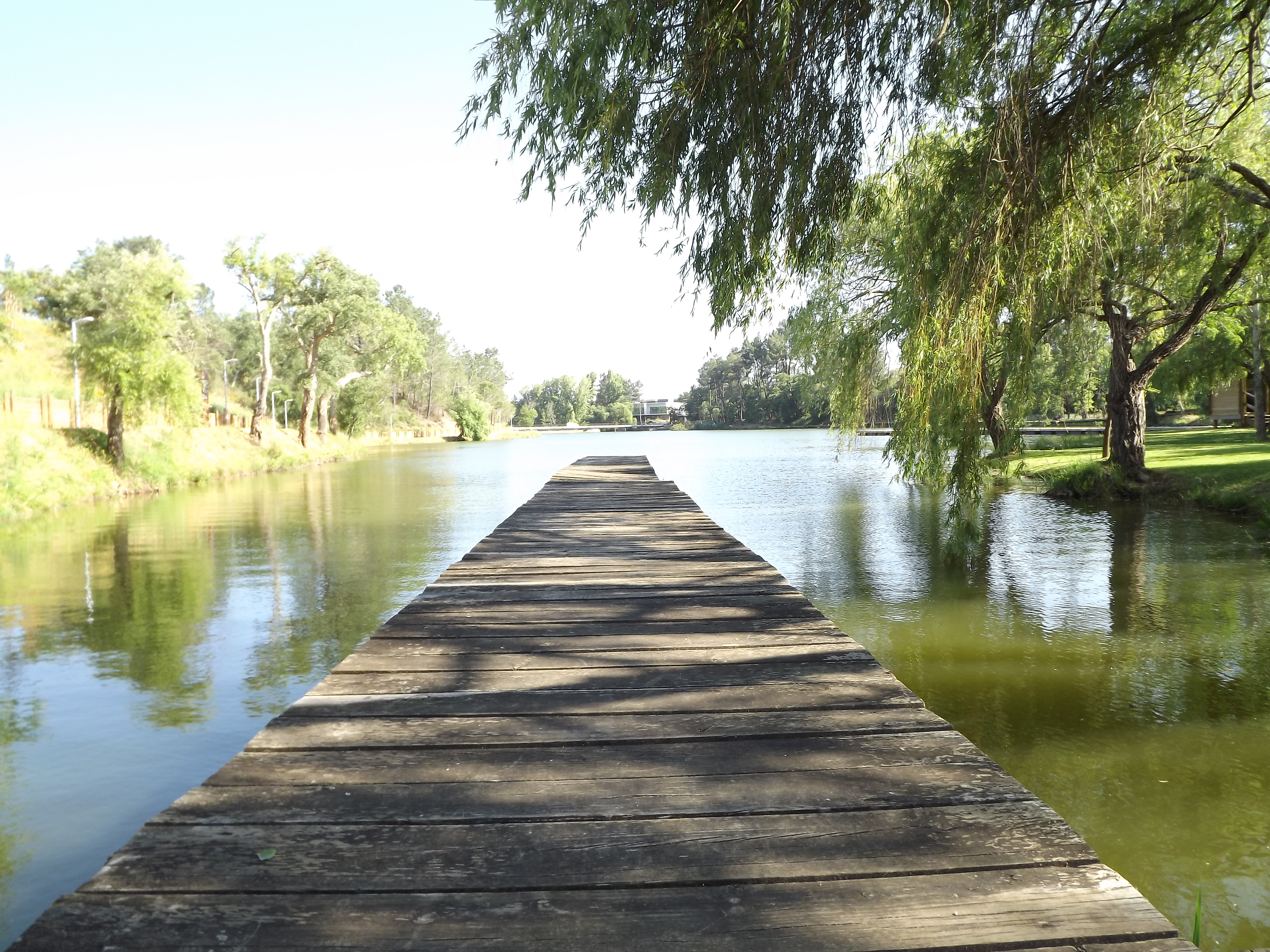
Cais velho sobre a albufeira.
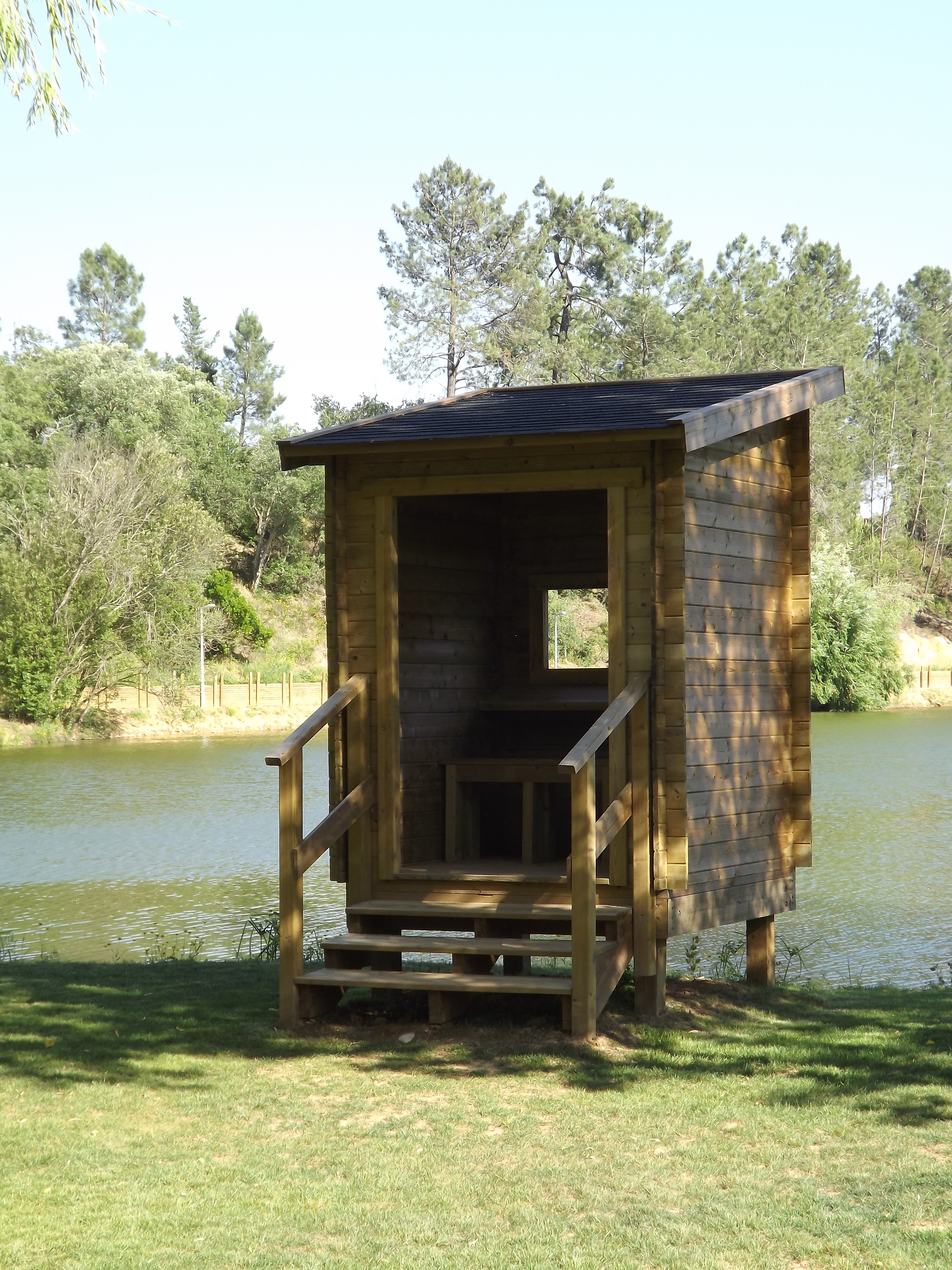
Observatório.
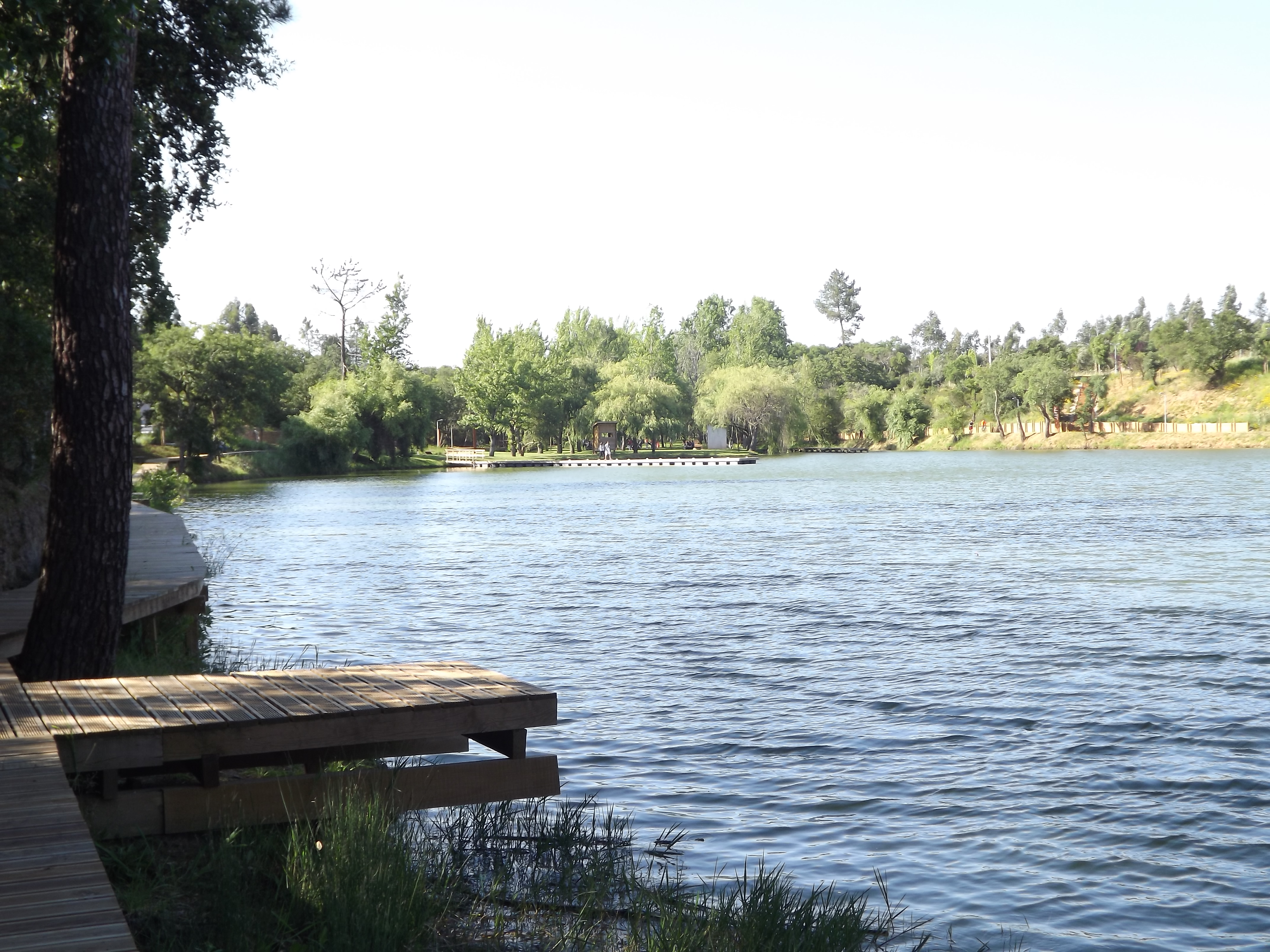
Perspetiva sobre a margem da albufeira.
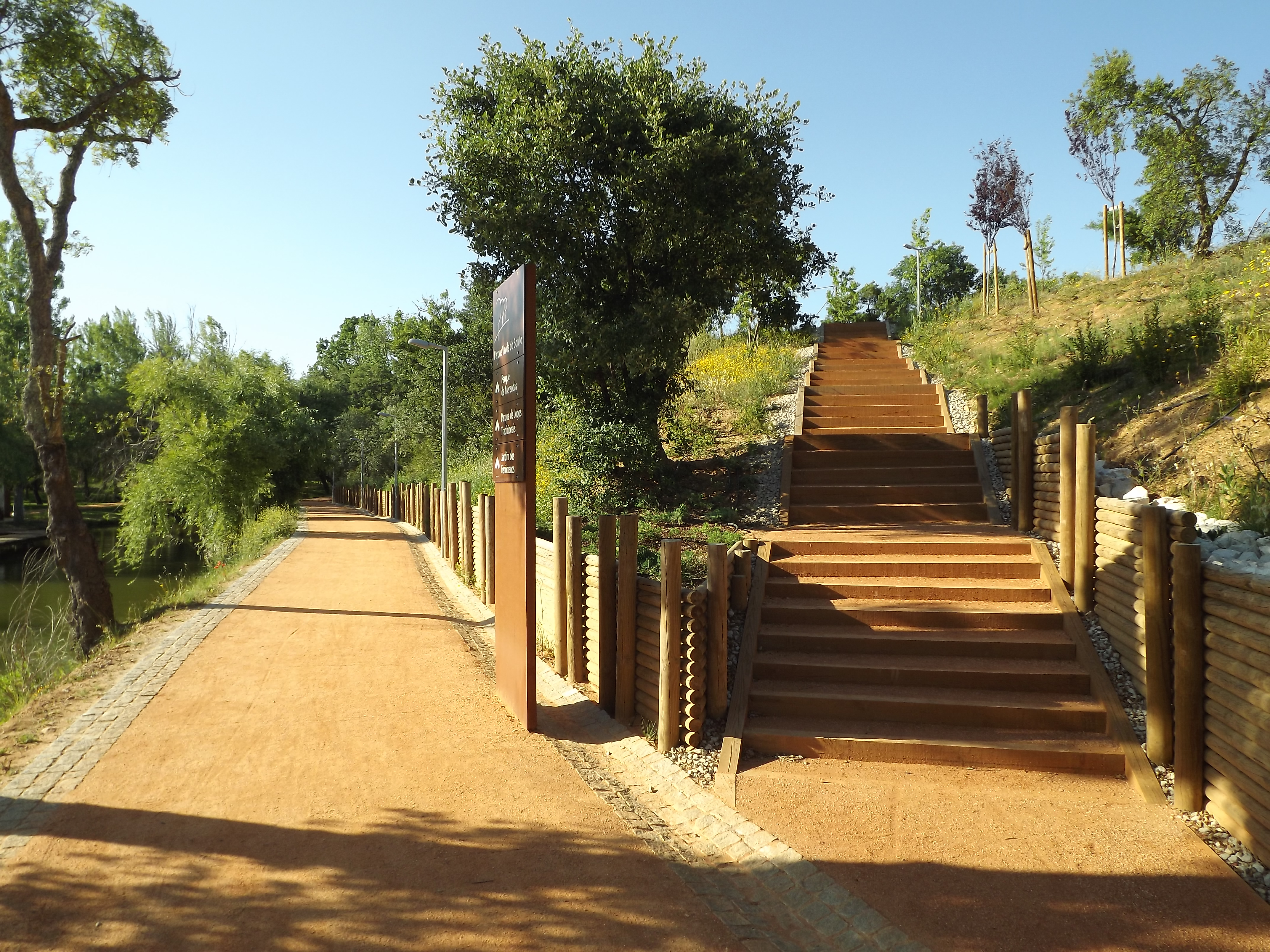
Caminho ao longo da albufeira e escadas de acesso ao patamar superior.

## Vistas panorâmicas

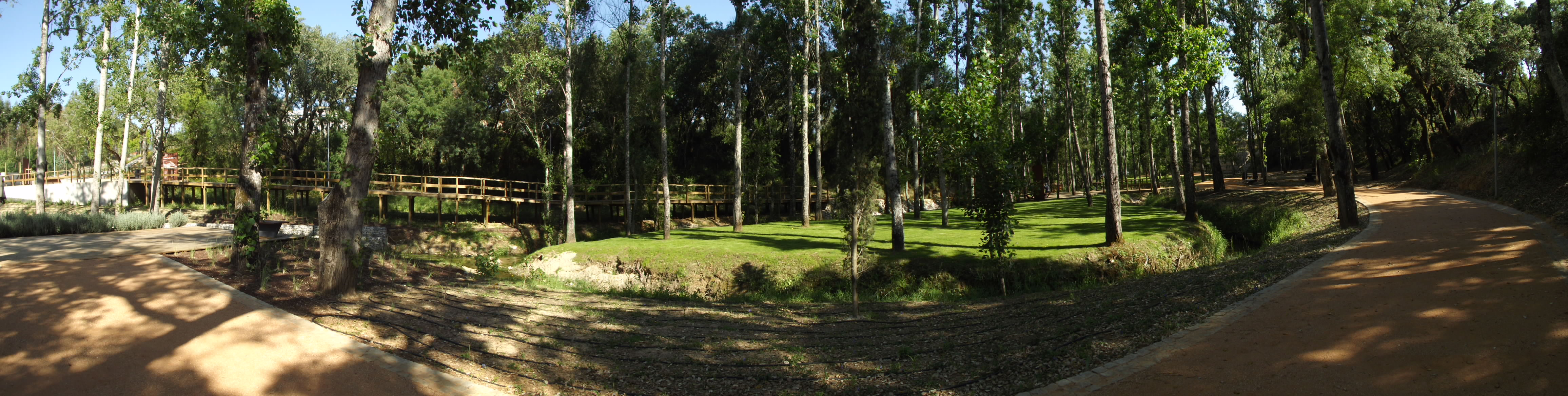
Vista panorâmica do parque. À esquerda Praceta do Choupal.

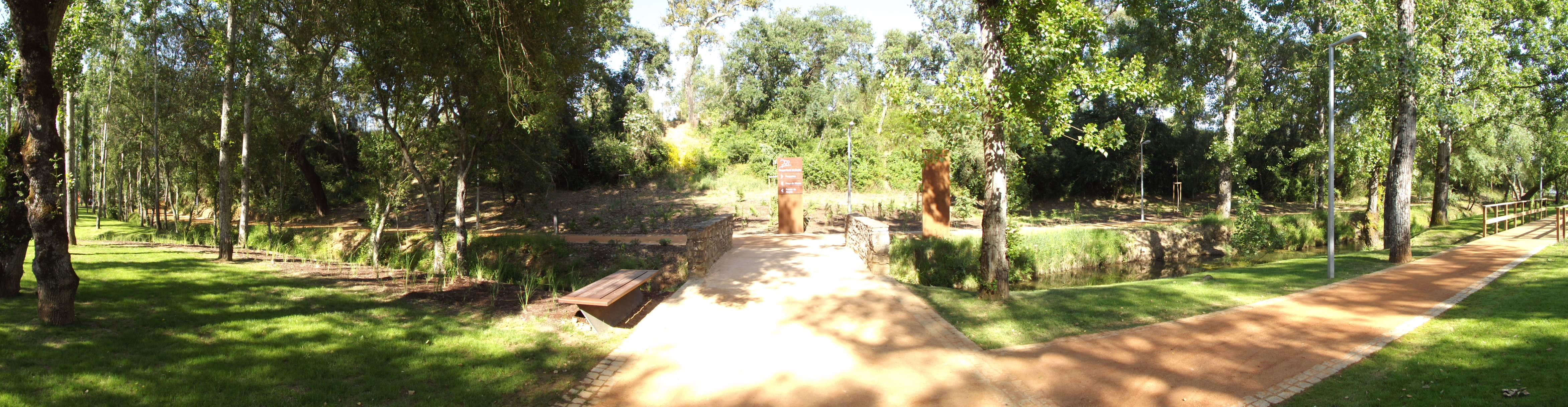
Vista panorâmica do parque.

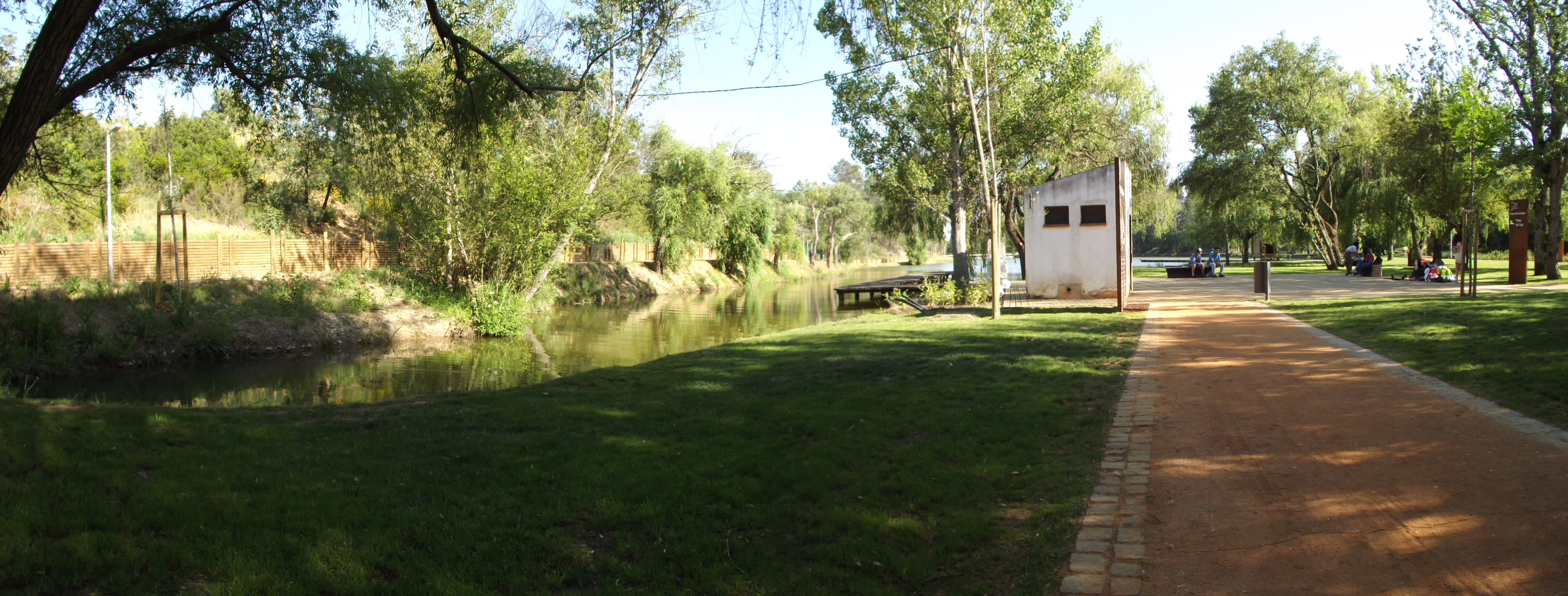
Vista panorâmica do parque. À direita a Praça do Cais.

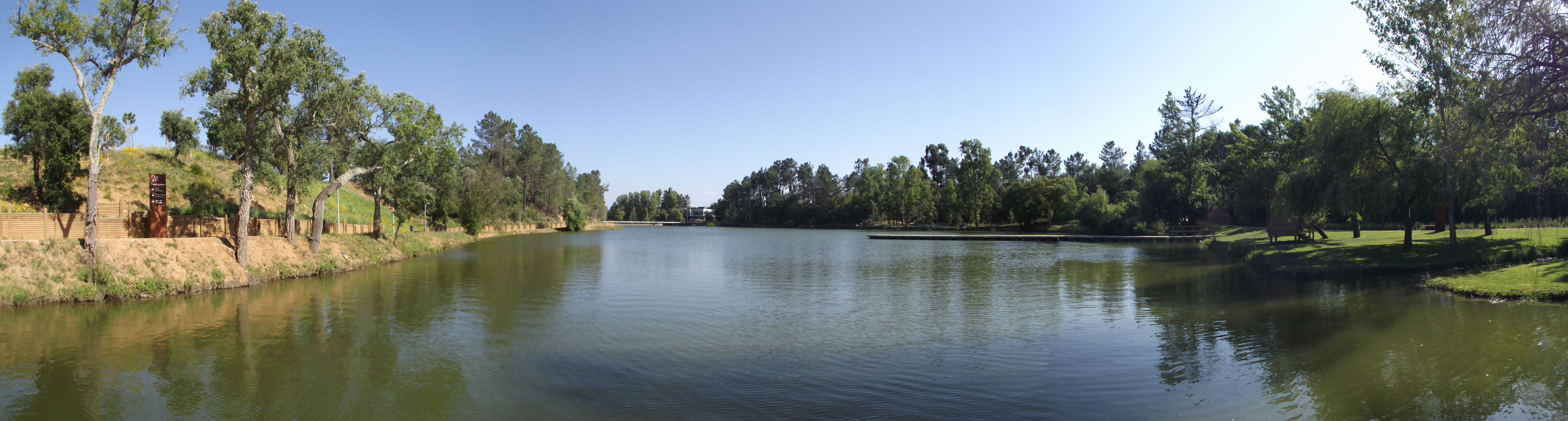
Vista panorâmica do parque a partir da ponta do cais velho sobre a albufeira.

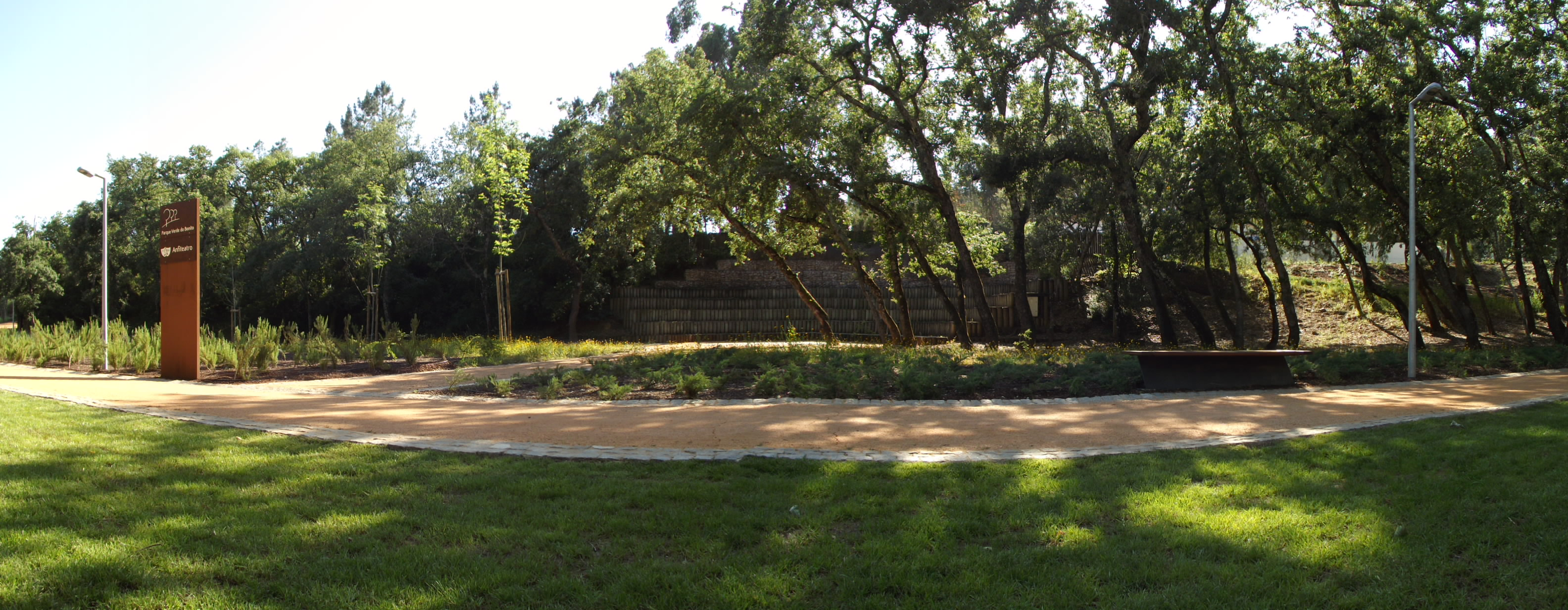
Vista panorâmica do parque. Ao centro o Anfiteatro.